# Коля, Бледар
Бледар Коля (алб. Bledar Kola, род. 1 августа 1972, Лежа) — албанский футболист и футбольный тренер, выступавший на позиции полузащитника.

## Биография

### Клубная карьера
Коля родился в Мирдите, детство провёл в городе Лежа. Был отличником в школе, начинал футбольную карьеру в клубе «Беселидья», а затем перешёл в тиранский клуб «Партизани». Большую часть карьеры провёл в Греции, куда уехал после выступлений за «Эльбасани», и прославился за выступления в Греческой Суперлиге. Играл за команды «Панатинаикос», «Аполлон Смирнис», «Панаргиакос» и афинский АЕК. В январе 2003 года Коля, выступавший тогда за «Калитею», провалил допинг-тест и был отчислен из команды: также допинг-тест провалили Карим Музауи («Паниониос») и Панайорис Кордонурис («Ксанти»). Карьеру завершал в клубе «Аполлон Смирнис».

### Карьера в сборной
Дебют Коли состоялся 19 декабря 1990 года в игре отборочного турнира к Евро-1992 против Испании, когда албанцы были разгромлены 0:9. Всего он сыграл 39 матчей и забил 6 голов. Его гол помог 9 октября 1999 года сборной Албании обыграть Грузию со счётом 2:1 в отборе к Евро-2000 и занять итоговое 5-е место в группе. 24 марта 2001 года забил свой шестой, последний за сборную гол в ворота против Германии в отборе на чемпионат мира 2002 года (сравнял счёт 1:1, но албанцы проиграли 1:2), а через 4 дня, 28 марта 2001 года сыграл свою последнюю игру за сборную против Англии (поражение 1:3).

### Статистика в сборной
| Албания | Албания | Албания |
| Год     | Игры    | Голы    |
| ------- | ------- | ------- |
| 1990    | 1       | 0       |
| 1991    | 1       | 0       |
| 1992    | 1       | 0       |
| 1993    | 0       | 0       |
| 1994    | 4       | 0       |
| 1995    | 3       | 0       |
| 1996    | 4       | 0       |
| 1997    | 5       | 2       |
| 1998    | 7       | 2       |
| 1999    | 6       | 1       |
| 2000    | 5       | 0       |
| 2001    | 2       | 1       |
| Total   | 39      | 6       |

### Тренерская карьера
Коля руководил клубом АЕК в августе 2010 года на правах исполняющего обязанности, с которым выступал в Лиге Европы УЕФА. В июле 2012 года возглавил «Аполлон Смирнис». Тренировал клуб «Панаргиакос», с 2016 по 2019 годы был помощником Мариноса Узунидиса в «Панатинаикосе» и АЕК, пока последнего не уволили. В связи с занятостью в АЕК Коля отказался возглавлять сборную Албании, из которой ушёл Кристиан Пануччи после провала в Лиге наций УЕФА.

## Достижения
- Победитель Кубка Греции: 2002 (в составе АЕК)